# Malbolge
 (avril 2016).
Si vous disposez d'ouvrages ou d'articles de référence ou si vous connaissez des sites web de qualité traitant du thème abordé ici, merci de compléter l'article en donnant les références utiles à sa vérifiabilité et en les liant à la section « Notes et références ».
Malbolge est un langage de programmation dans le domaine public inventé par Ben Olmstead en 1998, nommé d'après le huitième cercle de l'Enfer dans la Divine Comédie de Dante, le Malebolge. Il
La particularité de Malbolge est qu'il a été conçu pour être le langage de programmation le plus difficile et le plus exotique possible. Toutefois, certaines des astuces utilisées pour rendre la compréhension difficile peuvent être simplifiées.Programmer en Malbolge
Malbolge était si difficile à comprendre quand il est arrivé qu'il a fallu deux ans au premier programme Malbolge pour apparaître. Le programme lui-même n'a  pas été écrit par un être humain : il a été généré par un algorithme de recherche par faisceaux conçu par Andrew Cooke et implémenté en Lisp.
Le 24 août 2000, Anthony Youhas annonça sur son blog qu'il a « battu Malbolge avec un bâton et maîtrisé ses secrets », fournissant des preuves sous forme de trois programmes Malbolge qui affichent diverses phrases. il ne révéla toutefois pas ses techniques.
Plus tard, Lou Scheffer posta une cryptanalyse de Malbolge et fournit un programme pour copier son entrée vers sa sortie.
Olmstead croyait Malbolge Turing-complet, sauf pour de la mémoire infinie. Une discussion a visé à déterminer si l'on pouvait implémenter des boucles en Malbolge ; il a fallu de nombreuses années avant de trouver un programme qui ne termine pas.
Le 17 août 2004, Tomasz Wegrzanowski écrivit un générateur de programmes Malbolge affichant diverses chaînes de caractères. D'après lui, l'astuce est d'oublier les sauts, de garder le registre D à des endroits bas de la mémoire, et d'effectuer aléatoirement des opérations NOP, ROT et Crazy jusqu'à ce que le registre A contienne ce dont on a besoin. Les programmes produits avec cette technique sont bien plus grands que ceux de Youhas.

## Hello worlden Malbolge
```
(=<`#9]~6ZY32Vx/4Rs+0No-&Jk)"Fh}|Bcy?`=*z]Kw%oG4UUS0/@-ejc(:'8dc
```

## Programmes simples en Malbolge
Malbolge est un langage machine pour une machine virtuelle trinaire, l'interpréteur Malbolge. Pour vous aider à écrire des programmes Malbolge qui tournent correctement, le mode de fonctionnement de l'interpréteur standard est décrit plus bas.